# Pieve di San Martino a Gangalandi
La pieve di San Martino a Gangalandi si trova nella frazione di Ponte a Signa, presso l'omonima località, nel comune di Lastra a Signa.

## Storia
La chiesa sorge sul poggio di Gangalandi, la cui denominazione deriva dall'omonima famiglia, legata ai conti Cadolingi, che qui ebbero possedimenti e un castello. L'importanza della chiesa, insigne monumento ricco di opere d'arte, è legata alla sua posizione strategica sul territorio, all'incrocio fra l'antichissimo ponte sull'Arno che collegava la Toscana meridionale con il Nord, tramite le vie che valicavano l'Appennino, e la via Pisana che univa Firenze al mare. Nella chiesa probabilmente si riuniva la Lega costituita dai quattro popoli che godevano di speciali statuti e che poi divenne il Comune di Gangalandi e quindi di Lastra a Signa.
La prima citazione documentaria risale al 1108: in essa il nobile Bernardo Adimari donava al proposto di San Martino un terreno le cui entrate consentivano il mantenimento della chiesa, già sede di un collegio di canonici. Ciò fa supporre che la chiesa sia più antica e risalga ai secoli precedenti, forse ad epoca carolingia, come testimoniano l'intitolazione a San Martino, vescovo di Tours, e il patronato della famiglia Adimari, di origine franca.
La chiesa faceva parte del plebato di Signa, con il quale sorsero spesso contrasti, costituendo un punto di riferimento per i popoli d'oltrarno, finché nel 1278, a causa del crollo del ponte che rendeva difficile la comunicazione con la pieve di Signa, le venne concesso il privilegio del fonte battesimale.
Tra il gennaio e il marzo del 2010 la chiesa è rimasta chiusa per il restauro di una delle capriate del tetto. La chiesa è stata riaperta il 14 marzo 2010.

## Descrizione
Dell'impianto romanico della chiesa non rimangono che poche tracce nelle strutture murarie in prossimità del campanile. Risale già alla metà del secolo XIV l'ampio portico esterno che precede la facciata dove si trovava un grande affresco di gusto popolareggiante rappresentante San Cristoforo, trasferito dopo lo stacco all'interno della chiesa, il cui altare maggiore fu fatto eseguire da Simone di Ghino nel 1366. Trecentesco è anche l'interno a semplice aula absidata, che presenta tracce dell'antica decorazione in alcuni brani di affreschi rappresentanti Storie della vita di San Donnino.
Al Quattrocento risalgono le opere che caratterizzano maggiormente la chiesa. Il tempietto del Battistero presenta nella volta Evangelisti e dottori della Chiesa e nell'attico Cristo in gloria tra angeli musicanti, l'Elemosina di san Martino e l'Annunciazione. Gli affreschi, scoperti nel 1891, furono eseguiti da Bicci di Lorenzo in collaborazione con la bottega: per tale lavoro nel 1433 Bicci ricevette in compenso "tre pezzi di terra in piano di Gangalandi".
L'ottagonale fonte battesimale in marmo bianco con formelle decorate è opera di derivazione ghibertiana datata 1423: sul fondo, al di sopra di esso, un dipinto su tavola rappresentante San Giovanni Battista, attribuito a Bernardo Daddi, datato 1336; si tratta di un deposito della Soprintendenza proveniente dall'Arte di Calimala.
Punto focale di massimo interesse della chiesa è l'abside, chiusa in alto da un arco a tutto sesto con decorazione a motivi di candelabro e con lesene in pietra serena sorreggenti un architrave che reca un'iscrizione a lettere capitali dorate, ornata alle due estremità dalle armi degli Alberti. L'abside è ricordata "incepta et quasi perfecta" nel testamento di Leon Battista Alberti, che fu rettore di San Martino dal 1432 al 1472. Terminata dopo la sua morte, tra il 1472 e il 1478, è l'unica opera della quale l'Alberti fu progettista e committente.
L'interno della chiesa è scandito da altari in pietra serena, eretti da famiglie e confraternite locali dal XVI al XVIII secolo, e decorati da importanti dipinti. Gli altari attuali sostituiscono quelli più antichi, andati distrutti nell'assedio di Lastra del 1530. Sulla parete destra le Cinque sante di Pietro Salvestrini, di Castello; la Madonna col Bambino tra san Lorenzo e l'Angelo custode, attribuito ad Antonio del Ceraiolo, e infine, accanto al cinquecentesco pulpito in pietra serena, la Vergine Assunta tra i santi Carlo Borromeo, Bartolomeo, Francesco e Martino, opera firmata da Matteo Rosselli e datata 1615.
Sulla parete sinistra, dopo la cantoria in pietra serena e l'affresco raffigurante San Cristoforo, sull'altare eretto da Flora Mechini si trovano brani di affreschi trecenteschi rappresentanti Storie di san Donnino. Sull'altare dei Gangalandi è attualmente collocata l'Annunciazione attribuita a Domenico Passignano, proveniente dall'oratorio della Santissima Annunziata, e sulla stessa parete si trova la lastra tombale di Agnolo Pandolfini, fatta eseguire nel 1421. In controfacciata, Leonardo Cappiardi nel 1734 fece erigere l'altare di San Giuseppe, dove si venera la tela di Francesco Conti rappresentante la Morte di san Giuseppe.

### Il campanile
Addossato al muro settentrionale della chiesa è il campanile, che nel poderoso basamento a conci in pietra conserva la traccia più evidente dell'originaria costruzione romanica. La torre è pendente verso nord, con aggetto di circa 57 cm: l'inclinazione è probabilmente da attribuire ad un cedimento fondale della torre, preesistente alla chiesa romanica e probabilmente parte del castello preesistente. All'epoca della costruzione della chiesa romanica (1108-1111) tale cedimento doveva essere già stabilizzato, dato che il muro nord della chiesa, tuttora in opera, fu volutamente allineato alla parete sud del campanile. L'inclinazione originaria della torre è quindi alla base dell'inclinazione della parete sinistra della chiesa. Tale divergenza dal basso verso l'alto è così evidente, entrando in chiesa dall'ingresso principale, che anche le strutture quattrocentesche dell'abside albertiana furono probabilmente adattate, nel tentativo di attutire l'impatto visivo dell'asimmetria della chiesa.
Durante i consolidamenti eseguiti sul campanile verso la fine del Novecento, fu determinato che durante il suono delle campane la torre oscilla di circa 4 cm.

## Il museo
Attiguo alla chiesa, in un immobile formato da diverse stanze, è allestito un piccolo Museo di arte sacra che conserva arredi sacri, dipinti, paramenti e suppellettili a corredo di San Martino e di alcune chiese della zona. L'oggetto di maggiore rilevanza è una tavola di Lorenzo Monaco, rappresentante la Madonna dell'Umiltà, originariamente nella Chiesa di San Romolo a Settimo.
Vi sono inoltre conservate opere di Bicci di Lorenzo (Trittico), Jacopo del Sellaio, Vincenzo Meucci, paramenti, reliquiari e oggetti liturgici.
Il museo è il più antico museo vicariale dell'Arcidiocesi di Firenze.

## La parrocchia
La parrocchia comprende parte della città e le frazioni di San Martino a Gangalandi e Ponte a Signa. 
Le strutture principali sono la pieve di San Martino a Gangalandi con alcuni terreni coltivati intorno alla chiesa, la chiesa di Sant'Anna, l'Oratorio della Compagnia dellaSantissima Annunziata, la cappella della Madonna dei Dini, la "Caritas Parrocchiale" ed il circolo MCL Aurora.